# Adelmar Tavares
Adelmar Tavares da Silva Cavalcanti (Recife, 16 de fevereiro de 1888 — Rio de Janeiro, 20 de junho de 1963) foi um advogado, professor, jurista, magistrado e poeta brasileiro. Ocupou a cadeira 11 da Academia Brasileira de Letras, eleito em 25 de março de 1926.

## Biografia
Nascido na cidade de Goiana no estado de Pernambuco. Filho de Francisco Tavares da Silva Cavalcanti e de Maria Cândida Tavares.
Ainda como estudante de Direito pela Faculdade de Direito do Recife manifestou interesse pela imprensa colaborando como redator no Jornal Pequeno. Formou-se em 1909. No ano seguinte mudou-se para o Rio de Janeiro, que na época era a capital do Brasil, onde veio a ocupar importantes cargos, como os de professor de Direito Penal na Faculdade de Direito do Estado do Rio de Janeiro, de promotor público adjunto (1910), de curador de resíduos e testamentos (1918), de curador de órfãos (1918 a 1940), de advogado do Banco do Brasil (1925 a 1930), de desembargador da Corte de Apelação do Distrito Federal (1940) e finalmente o de presidente do Tribunal de Justiça (1948 a 1950).
Mesmo exercendo a magistratura, Adelmar Tavares sempre colaborou com a imprensa, tornando-se conhecido em todo o país por suas trovas. É considerado, até hoje, aquele que mais se dedicou a esse gênero poético no Brasil. Suas trovas sempre mereceram referência na história literária brasileira. Sua obra poética caracteriza-se pelo romantismo, lirismo e sensibilidade. Os temas mais comuns estão relacionados à saudade e à vida simples junto à natureza.
Participou da Sociedade Brasileira de Criminologia, do Instituto dos Advogados, da Academia Brasileira de Belas Artes. Escreveu obras jurídicas, entre elas: A história do fideicomisso, Do homicídio eutanásico ou suplicado, Do direito criminal, O desajustamento do delinquente à profissão.

## Academia Brasileira de Letras
Em 4 de setembro de 1926 foi empossado na cadeira 11 da Academia Brasileira de Letras pelas mãos do acadêmico Laudelino Freire. Foi presidente da Academia em 1948.

## Obras
- Descantes - trovas (1907)
- Trovas e trovadores - conferência (1910)
- Luz dos meus olhos, Myriam - poesia (1912)
- A poesia das violas - poesia (1921)
- Noite cheia de estrelas - poesia (1923)
- A linda mentira - prosa (1926)
- Poesias (1929)
- Trovas (1931)
- O caminho enluarado - poesia (1932)
- A luz do altar - poesia (1934)
- Poesias escolhidas (1946)
- Poesias completas (1958)